# Ficus turrialbana
Ficus turrialbana är en mullbärsväxtart som beskrevs av Burger. Ficus turrialbana ingår i släktet fikonsläktet, och familjen mullbärsväxter. Inga underarter finns listade i Catalogue of Life.